# Período 1 (química)
O primeiro período da tabela periódica é composto pelo hidrogênio (Z=1 e A=1), um não-metal com características diferentes de todos os outros não-metais, e pelo hélio (Z=2 e A=4), elemento pertencente ao grupo dos gases nobres, sendo o único desta família que não contém 8 elétrons na camada final. É o período com menor número de elementos e com o menor número de níveis energéticos, contando apenas com o nível K. Também é o único que não se inicia com um metal alcalino e termina com um gás nobre, uma vez que o H não é considerado um alcalino.
O Hidrogênio é o elemento com maior abundância no Universo, sendo estimado que ele constitui 75% da massa de toda matéria e que representa 93% dos átomos do cosmo. Na Terra ele é o nono elemento mais abundante, com 0,9% da massa da Terra.
O  Hélio é o segundo elemento químico mais abundante no Universo e também o segundo mais leve, constituindo 23% da massa universal visível. Somente este período corresponde a 98% da massa de todo o Universo.
O Hélio possui o maior potencial de ionização e o menor raio atômico. O H contém o menor ponto de fusão e o He o segundo menor.
O H, que não existe na forma isolada, é utilizado como combustível para foguetes, na hidrogenação de gorduras, no enchimento de balões e está presente nas moléculas de amoníaco e água. O He é utilizado nos balões dirigíveis, como gás engarrafado para mergulho e na refrigeração de reatores atômicos.